# Дрочево (Брестская область)
Дрочево (бел. Дрочава) — деревня в Ореховском сельсовете Малоритского района Брестской области Республики Беларусь.

## Этимология
Название, возможно, произошло от слова драчыны — опилки, щепки от деревьев. Известно, что на месте селения раньше рос большой сосновый лес (отсюда и Шумы, шум леса).

## История
Деревня была образована в 1957 году путём присоединения к хутору Дрочево соседних более мелких хуторов: Грани, Конища и Шумы.

## Население
- 2009 год — 213 человек
- 2019 год — 132 человека